# Geoffrey Pyke
Geoffrey Nathaniel Joseph Pyke (9 de noviembre de 1893 - 21 de febrero de 1948) fue un periodista, educador y posteriormente inventor inglés. Salió a la luz pública cuando se escapó del internamiento en el que estaba retenido tras su detención durante la Primera Guerra Mundial en Alemania, donde había viajado con un pasaporte falso.
Pyke es reconocido particularmente por sus propuestas innovadoras de armas de guerra, específicamente el material pykrete (un tipo de hielo formado con agua mezclada con pulpa de madera muy resistente a los disparos), y la inusual propuesta de construir un portaviones gigante con el casco relleno de pykrete, conocida como el Proyecto Habakkuk.
Se suicidó en su casa de Hampstead a los 54 años de edad, ingiriendo una sobredosis de somníferos. El informe judicial concluyó que el desencadenante de su muerte pudo ser un episodio de desequilibrio mental.

## Más información
- Pickover, Clifford A. (1999), Strange Brains and Genius: The Secret Lives of Eccentric Scientists and Madmen, Harper Perennial, ISBN 0-688-16894-9.
- Timpson, John (1996) [1991], English Eccentrics (paperback), Norwich: Jarrold, ISBN 0-7117-0683-2..
- Morris, Peter, «Geoffrey Pyke», Dictionary of National Biography, Oxford..